# Movimento per l'Emancipazione del Delta del Niger
Il Movimento per l'Emancipazione del Delta del Niger (o anche MEND, dall'acronimo inglese Movement for the Emancipation of the Niger Delta) è un movimento militante composto da nativi della zona del delta del Niger, in Nigeria.
Il MEND dichiara di essere impegnato in una lotta armata contro la degradazione e lo sfruttamento dell'ambiente naturale da parte di corporazioni e multinazionali straniere coinvolte nell'estrazione del petrolio dal sottosuolo della regione. L'organizzazione, nata nel contesto del conflitto del delta del Niger, è coinvolta in molti degli attacchi alle compagnie petrolifere che operano in Nigeria. Il 7 dicembre 2006 il MEND ha rivendicato il rapimento dei tre tecnici italiani e di un libanese (tutti successivamente liberati ed incolumi) avvenuto durante un attacco ad una stazione estrattiva gestita dall'Agip nello stato di Bayelsa.
Il fine ultimo dichiarato dal gruppo è il controllo del petrolio nigeriano per riparare gli effetti collaterali dell'estrazione petrolifera, tra cui l'inquinamento;  tra i 9 e i 13 milioni di barili di petrolio sono stati versati nel Delta del Niger dal 1958 ad oggi. In un'intervista con uno dei leader del gruppo (che per l'occasione ha usato il soprannome di Maggior-Generale Godswill Tamuno) la BBC ha dichiarato che "il MEND combatte per il controllo totale del petrolio in tutto il delta del Niger in quanto la popolazione locale non ha mai ottenuto alcun vantaggio dalle notevoli ricchezze del sottosuolo. Il MEND ha inoltre chiesto al presidente nigeriano Olusegun Obasanjo di liberare due leader Ijaw trattenuti in carcere: Mujahid Dokubo-Asari e Diepreye Alamieyeseigha, un ex-governatore dello stato di Bayelsa arrestato perché accusato di corruzione.
Nel gennaio del 2006 una email spedita dal MEND alle compagnie petrolifere dichiarava:
I militanti hanno poi bombardato due condutture, provocando un incremento internazionale del costo del petrolio. Oltre ai tre tecnici italiani e al libanese, recentemente il MEND è stato responsabile dei rapimenti di dipendenti di compagnie petrolifere di Bulgaria, Regno Unito, Honduras e Stati Uniti.

## Costituzione e organizzazione
Il MEND è strettamente correlato con la Forza volontaria popolare del Delta del Niger (NDPVF, Niger Delta People's Volunteer Force), un gruppo di ribelli con scopi simili. A tal proposito, il MEND ha dichiarato che un altro degli scopi dell'organizzazione è quello di "unificare tutti i maggiori gruppi militanti del delta del Niger.
L'identità dei componenti del MEND è spesso poco chiara perché i leader del gruppo preferiscono non mostrare il volto; alcuni membri del MEND, comunque, sono stati riconosciuti dal governo degli Stati Uniti e da membri della sicurezza della Chevron Corporation. Ci sono state alcune speculazioni sui metodi di guerriglia e sull'organizzazione stessa del MEND; alcune di queste hanno fatto notare come il MEND abbia spesso avuto un approccio "open source", cioè simile allo sviluppo comune e decentralizzato assai famoso nel campo della programmazione di software. Ciò ha portato il gruppo a non avere una scala gerarchica al proprio interno e ad essere, quindi, poco vulnerabile ad eventuali arresti o a perdite di cellule operanti sul territorio.

## Origini e contesto
Il petrolio è stato prodotto in Nigeria sin dalla liberazione dal dominio coloniale britannico. Durante questo periodo, si sono succedute al potere diverse corporazioni politiche o pseudo tali, molto spesso avallate da dittature illegali. In questo contesto, il governo nigeriano ha poi firmato alcune leggi che hanno, di fatto, messo le risorse petrolifere della regione sotto il controllo di multinazionali straniere, tra cui la Chevron Corporation e la Shell.
Secondo il MEND, il popolo del delta del Niger ha subito un grave deterioramento delle condizioni ambientali della regione, causa l'inquinamento provocato dalle industrie petrolifere. Con la progressiva perdita delle terre da parte dei legittimi proprietari a favore di queste multinazionali, nel giro di una sola generazione, molti nativi del posto non hanno potuto più praticare attività per loro vitali quali la pesca o l'agricoltura. La gran parte di queste persone, inoltre, non ha mai ricevuto alcun vantaggio economico dallo sfruttamento delle enormi riserve petrolifere della zona che sono praticamente di proprietà del governo e delle multinazionali. Negli ultimi venti anni vari movimenti politici e gruppi di attivisti si sono contrapposti alle ingiustizie perpetrate ai danni del popolo del delta del Niger.
Molte di queste erano organizzazioni non violente. In questo contesto, Ken Saro-Wiwa è stato l'attivista più famoso, condannato poi a morte dal governo nigeriano (esecuzione avvenuta nel 1995); molti credono che l'uomo sia stato incastrato con false accuse con l'unico scopo di terminare la sua attività contraria agli interessi del governo e delle multinazionali. L'azione di Saro-Wiwa è stata comunque continuata da altri che, invece di credere in un'attività politica e non violenta, hanno cominciato ad opporre forti resistenze e a organizzarsi per combattere quello che credono sia di fatto uno stato di schiavitù della loro gente. I militanti della zona del delta hanno raccolto forti consensi tra la popolazione, circa 20 milioni di persone, la maggior parte delle quali in uno stato di totale povertà e degrado nonostante le enormi ricchezze del sottosuolo e delle zone nelle quali vivono.

## Tattiche
Gli attacchi del MEND sono sostanzialmente più sofisticati di quelli degli altri gruppi militanti del delta del Niger che sono più simili a rivolte popolari o proteste di massa. I recenti attacchi hanno incluso vere e proprie tecniche di guerriglia, tra cui:
- manovre di accerchiamento: i membri della guerriglia sono soliti usare veloci barche nelle paludi del delta del Niger per circondare ed attaccare gli obiettivi in rapida successione. Unità multiple e facilmente manovrabili hanno provocato notevoli difficoltà ai sistemi difensivi del governo e della Shell.
- addestramento nel combattimento e nell'uso di armi da fuoco radicalmente migliorato, cosa che si è potuta notare in molti scontri a fuoco che hanno visto i guerriglieri sopraffare gruppi misti di personale Shell addestrato e unità d'élite dell'esercito nigeriano (uno dei membri della sicurezza della Shell fu catturato e trattenuto come ostaggio).
- Tecniche accurate e premeditate per la distruzione di obiettivi sensibili: molti di questi (attrezzature, condutture, oleodotti) sono stati messi fuori uso provocando notevoli rallentamenti nell'estrazione e nella lavorazione del greggio. Inoltre i guerriglieri fanno spesso uso di ostaggi per ricattare il governo e le compagnie petrolifere.